# Ведрич (річка)
Ведрич (біл. Ведрыч) — річка в Калинковицькому та Річицькому районах Гомельської області Білорусі, права притока Дніпра.

## Загальні відомості
Довжина річки — 68 км, площа басейну — 1330 км².
Пересічний показник витрат води біля гирла становить 4,5 м³/с.
Середній нахил водної поверхні — 0,3 ‰.

## Географія протікання
Ведрич бере початок за 2 км на південний захід від с. Уюніщи Калинковицького району. Тече Гомельським Поліссям. Впадає у Дніпро поблизу с. Озерщина Річицького району.
Долина невиразна, ширина 0,6—0,8 км. Заплава шириною 0,3—0,5 км, суха, лугова. У заплаві меліораційні канали.

## Екологія
2 липня 2009 року в 2 км від с. Ліски Річицького району був виявлений масовий мор риби. Встановлено наявність отрутохімікатів, які потрапили до річки з полів місцевих сільськогосподарських підприємств.